# Capital Europeia do Desporto
A Capital Europeia do Desporto (português europeu) ou Esporte  (português brasileiro) é uma cidade designada pela ACES (Capitais Europeias da Associação Desportiva) desde 2001 para um período de um ano em que se organiza uma série de eventos desportivos no na cidade consignada do Continente Europeu.

## Lista de capitais por ano
As seguintes cidades foram ou serão Capitais Europeias do Desporto:
| Ano  | Cidade    | País          |
| ---- | --------- | ------------- |
| 2001 | Madrid    | Espanha       |
| 2002 | Estocolmo | Suécia        |
| 2003 | Glasgow   | Reino Unido   |
| 2004 | Alicante  | Espanha       |
| 2005 | Roterdão  | Países Baixos |
| 2006 | Copenhaga | Noruega       |
| 2007 | Estugarda | Alemanha      |
| 2008 | Varsóvia  | Polónia       |
| 2009 | Milão     | Itália        |
| 2010 | Dublin    | Irlanda       |
| 2011 | Valência  | Espanha       |
| 2012 | Istambul  | Turquia       |
| 2013 | Antuérpia | Bélgica       |
| 2014 | Cardiff   | Reino Unido   |
| 2015 | Turim     | Itália        |

| Ano  | Cidade    | País          |
| ---- | --------- | ------------- |
| 2016 | Praga     | Chéquia       |
| 2017 | Marselha  | França        |
| 2018 | Sófia     | Bulgária      |
| 2019 | Budapeste | Hungria       |
| 2020 | Málaga    | Espanha       |
| 2021 | Lisboa    | Portugal      |
| 2022 | Haia      | Países Baixos |
| 2023 | Glasgow   | Reino Unido   |
| 2024 | Génova    | Itália        |
| 2025 | Tallinn   | Estónia       |
| 2026 | Nápoles   | Itália        |
| 2027 | Saragoça  | Espanha       |

#### Cidades Europeias do Desporto
Ao mesmo tempo que são eleitas as Capitais pela Europa fora, como Lisboa a única cidade portuguesa, também foi iniciada uma outra distinção com o título de Cidade Europeia do Desporto. Esta distinção tem como propósito reconhecer as autarquias locais europeias que se diferenciam pela qualidade e empenho da sua ação no desenvolvimento do desporto, bem como promover na Europa as boas práticas neste setor. 
Assim sendo, esta oportunidade levou a algumas cidades de Portugal a se candidataram e a conseguiram este título com uma atividades desportivas diferenciadas e atrativas entre a população local. A primeira cidade portuguesa a conseguir tal feito foi a cidade de Guimarães em 2013.